# 电感元件
電感器（英語：inductor）是一種電路元件，會因為通過的電流的改變而產生電動勢，從而抵抗電流的改變。這屬性稱為電感。
电感元件有许多种形式，依據外觀與功用的不同，而會有不同的稱呼。以漆包線繞製多圈狀，常作为电磁铁使用和变压器等中使用的电感也依外觀称為线圈（coil）。用以對高頻提供較大电抗，通過直流或低頻的，依功用常稱為扼流圈（choke），又稱抗流圈。常配合铁磁性材料，安装在变压器、电动机和发电机中使用的較大电感，也称绕组（Winding）。導線穿越磁性物質，而無線圈狀，常充当高頻滤波作用的小电感，依外觀常称為磁珠（Bead）。
電感器一詞，通常只用來稱呼以自感或其效應為主要工作情況的元件。非以自感為主的，習慣上大多稱呼它的其他名稱，平常不以電感器稱呼，例如：變壓器、馬達裡的電磁線圈繞組等。
在中文裡，電感器一詞在口語上也會被簡稱為電感，但如需嚴謹表達為實體物件的情況，仍宜稱為電感器。

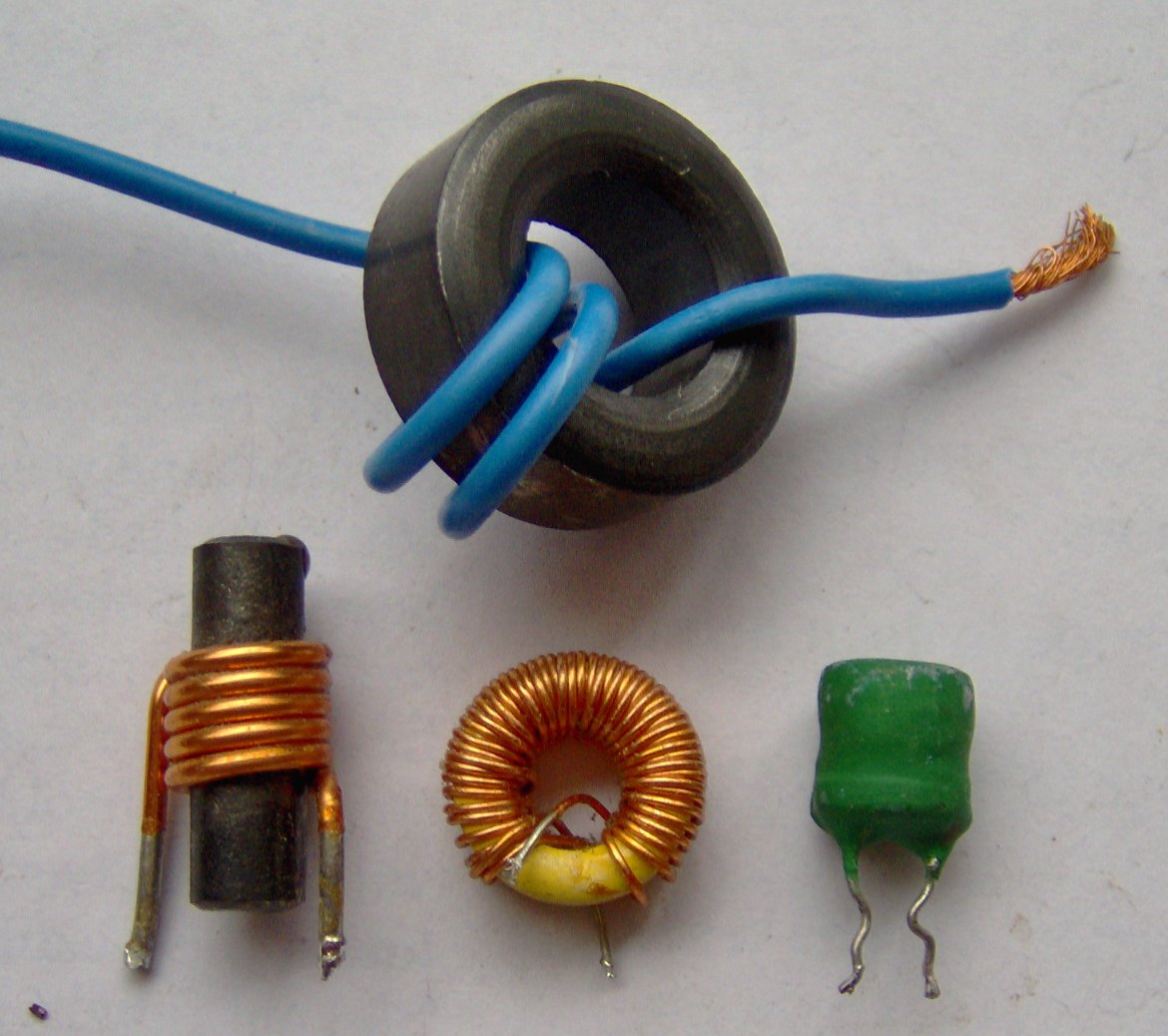
电感元件

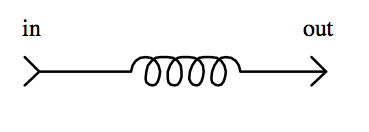
电感符号

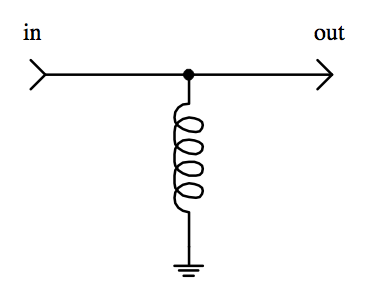
电感符号

电感符号

## 概述
通俗地说，穿过一个闭合导体回路的磁感线条数称为磁通量。由于穿过闭合载流导体（很多情况是线圈）的磁场在其内部形成的磁通量变化，根据法拉第电磁感应定律，闭合导体将产生一个电动势以“反抗”这种变化，即电磁感应现象。电感元件的电磁感应分为自感应和互感应，自身磁场在线圈内产生磁通量变化导致的电磁感应现象，称为“自感应”现象；外部磁场在线圈里磁通量变化产生的电磁感应现象，称为“互感应”现象。
比如，当电流以1安培/秒的变化速率穿过一个1亨利的电感元件，则引起1伏特的感应电动势。当缠绕导体的导线匝数增多，导体的电感也会变大，不仅匝数，每匝（环路）面积，连缠绕材料都会影响电感大小。此外，用高渗透性材料缠绕导体也会令磁通量增加。
电感元件即利用这种感应的原理，在电路中发挥了许多作用。

## 储存的能量
一个电感元件储存的能量（单位：焦耳）等于流经它的电流建立磁场所做的功，其值由下式给出：
{\displaystyle E_{\mathrm {stored} }={1 \over 2}LI^{2}}
其中L为电感，I为流经电感的电流。
上述的關係僅適用在電流和磁通呈線性，尚未進入磁飽和的電感元件。
若針對電感元件，要計算在時間{\displaystyle t_{0}}到{\displaystyle t_{1}}之間，電感元件可以儲存的能量，可以用下式計算：
{\displaystyle E=\int _{t_{0}}^{t_{1}}\!P(t)\,dt={\frac {1}{2}}LI(t_{1})^{2}-{\frac {1}{2}}LI(t_{0})^{2}}

## 水压模型
电流可以被模拟为水流一样，电感元件相当於被水流驱动的涡轮中的「飞轮」。電壓與電流改變的量成正比，所以電流的急速改變會產生強力的電壓。相似地，流向渦輪的水流被突然干擾時會產生巨大的壓力。於變壓器中的磁力交流沒有被有效地以模型形式模擬出來。

## 电感元件结构

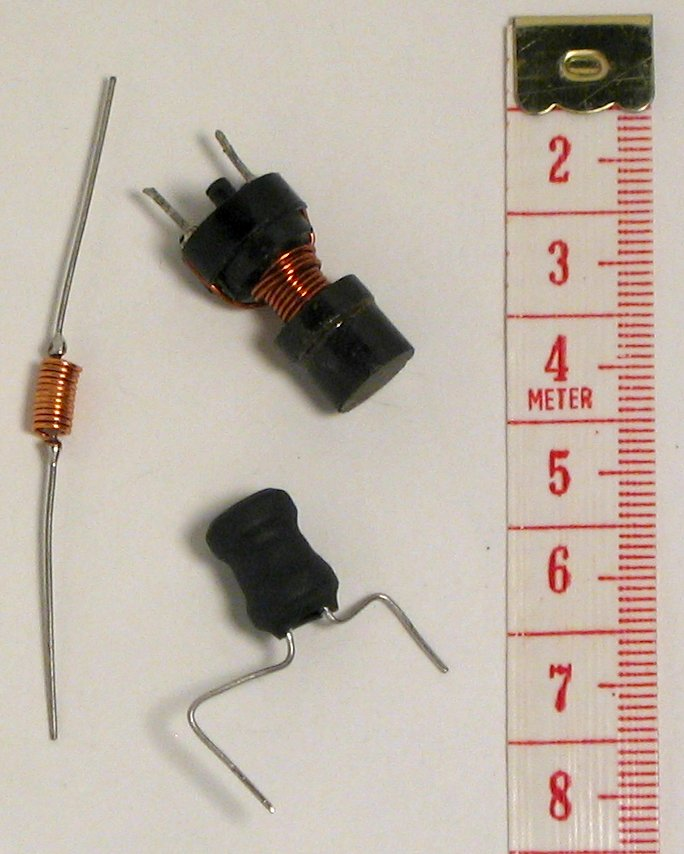
电感元件。大刻度为cm.

电感可由电导材料盘绕磁芯制成，典型的如铜线，也可把磁芯去掉或者用铁磁性材料代替。比空气的磁导率高的芯材料可以把磁场更紧密的约束在电感元件周围，因而增大了电感。电感有很多种，大多以外层瓷釉线圈（enamel coated wire）环绕铁素体线轴制成，而有些防护电感把线圈完全置于铁素体内。一些电感元件的芯可以调节。由此可以改变电感大小。小电感能直接蚀刻在印刷電路板上，用一种铺设螺旋轨迹的方法。小值电感也可用以制造晶体管同样的工艺制造在集成电路中。在这些应用中，铝互连线被经常用做传导材料。不管用何种方法，基于实际的约束应用最多的还是一种叫做“旋转子”的电路，它用一个电容和主动元件表现出与电感元件相同的特性。用于隔高频的电感元件经常用一根穿过磁柱或磁珠的金属丝构成。

## 在电子电路中
像电容元件反抗电压的变化一样，电感元件反抗电流的变化。一个理想电感元件应对直流电不呈电阻性，然而只有超导电感元件才会产生零电阻。
一般来说，随时间变化的电压v(t)与随时间变化的电流i(t)在一个电感为L的电感元件上呈现的关系可以用微分方程来表示：
{\displaystyle v(t)=L{\frac {di(t)}{dt}}}。
当有正弦交流电穿过电感元件时，会产生正弦电压。电压的幅度与电流的幅度（{\displaystyle I_{P}}）与电流的频率（f）的乘积成比例。
{\displaystyle i(t)=I_{P}\sin(2\pi ft)\,}
{\displaystyle {\frac {di(t)}{dt}}=2\pi fI_{P}\cos(2\pi ft)}
{\displaystyle v(t)=2\pi fLI_{P}\cos(2\pi ft)\,}
在这种情况下，电流与电压的相位相差90度，（电流落后电压）

### 拉普拉斯电路分析（s-域）
當於電路分析中使用拉普拉斯變換，一個沒有初始電流的理想電感元件的阻抗能於s域被表述成：
{\displaystyle Z(s)=sL\,}
L為電感
s為複頻率
如果電感元件沒有起始電流，那它可以被表述成：
- 附加一個電壓來源，以串聯形式與電感元件連接著，電壓來源的值為：

{\displaystyle LI_{0}\,}
(請留意電壓來源應該有與初始電流相反的極性）
- 或是附加一個電流來源，以並聯形式與電感元件連接著，電流來源的值為：

{\displaystyle {\frac {I_{0}}{s}}}
L為電感
{\displaystyle I_{0}}為電感元件的初始電流

### 电感元件网络
并联电路中的电感元件每个都有相同的电势差。其总的等效电感（Leq）：
{\displaystyle {\frac {1}{L_{\mathrm {eq} }}}={\frac {1}{L_{1}}}+{\frac {1}{L_{2}}}+\cdots +{\frac {1}{L_{n}}}}
通过串联电感的电流保持不变，但每个电感元件上的电压可不同。其电压之和等于总电压。总电感：
{\displaystyle L_{\mathrm {eq} }=L_{1}+L_{2}+\cdots +L_{n}\,\!}
这种简单的关系只有在没有磁场互耦（mutual coupling）的条件下才成立。

## 品质因数Q
一個理想的電感元件是不會因流經線圈的電流的大小而改變其敏感度。但是於實際環境下，線圈內的金屬線會令電感元件帶有繞組電阻。由於繞組電阻是以串聯著電感元件的電阻形式出現，所以亦被稱為串聯電阻。由於串聯電阻的存在，實際電感元件的特性會不同於理想電感，可以用品質因數表示電感和電阻之的比例。
一個電感元件的品质因数（簡稱Q）是它處於某一特定頻率時，它的電感電抗和电阻之間的比例，這個比例是用來量度電感元件的有效程度。品质因数越高，電感元件的表現越相似現想中電感元件的表現。
電感元件的品质因数Q能由以下方程式可得，R是電感元件的內部電抗：
{\displaystyle Q={\frac {\omega {}L}{R}}}
使用鐵磁性材料而其他部份不變的話，電感會上升，因此品质因数會被提高。但是若頻率上升時，鐵磁性材料的電感會降低，也就是電感是頻率的變數。所以於甚高頻（VHF）或更高頻的情況下，會傾向使用空氣核心。使用鐵磁性核心的電感元件可能會於大量電流流入時進入飽和狀態，引致電感及品质因数下降。使用空氣核心能避免這種現象。一個經良好設計的含空氣核心的電感元件能有高達幾百的品质因数。
一個近乎理想的電感元件（即近乎無限的的品质因数）可以由以下方法所製：將由超導合金所製的線圈浸入液態氦或液態氮中。這會令電線處於極低溫狀態，而繞組電阻會消失。因為超導電感元件的效能極近乎理想中的電感元件，它可以儲存大量電能於磁場內。（見超导储能）
相同条件下内阻越大，品质因数越小。品质因数可以看做是衡量电感元件好坏的标准之一，品质因数越高通常意味着电感的品质越好。

## 公式
以下的表列出一些簡單形狀電感器，其電感量近似公式。
| 架構               | 公式 | 註解 |  |
| ------------------ | --- | --- |  |
| 無鐵心的圆柱形電感 | {\displaystyle L={\frac {\mu _{0}KN^{2}A}{l}}} L = 电感单位亨利（H） μ0 = 自由空间的磁导率 = 4{\displaystyle \pi }×10-7 H/m K = Nagaoka係數 N = 匝数 A = 环绕的横断面积，单位：平方米（m2） l = 盘绕长度，单位：米（m） | Nagaoka系数（K）的计算十分复杂，通常需要查表得到。但一般可取近似值{\displaystyle K\approx 1}（适用于使用细导线紧密排绕，而且线圈长度远大于线圈直径的单层电感） |  |
| 線形導體           | {\displaystyle L={\frac {\mu _{0}}{2\pi }}\left(l\ln \left[{\frac {1}{c}}\left(l+{\sqrt {l^{2}+c^{2}}}\right)\right]-{\sqrt {l^{2}+c^{2}}}+c+{\frac {l}{4+c{\sqrt {{\frac {2}{\rho }}\omega \mu }}}}\right)} - L = 電感 - l = 導線長度 - c = 導線半徑 - μ0 = 自由空间的磁导率 = 4{\displaystyle \pi }×10−7 H/m - μ = 導體相對導磁率 - p = 電阻 - ω = 相頻率 | 在ω = 0或ω = ∞時是準確的 |  |
| 線形導體           | {\displaystyle L={\frac {1}{5}}l\left[\ln \left({\frac {4l}{d}}\right)-1\right]} - L = 電感（nH） - l = 導線長度（mm） - d = 導線直徑（mm） - f = 頻率 | - Cu or Al（銅或是鋁，相對導磁率接近1） - l > 100 d - d2 f > 1 mm2 MHz                                                                                         |  |
| 線形導體           | {\displaystyle L={\frac {1}{5}}l\left[\ln \left({\frac {4l}{d}}\right)-{\frac {3}{4}}\right]} - L = 電感（nH） - l = 導線長度（mm） - d = 導線直徑（mm） - f = 頻率 | - Cu or Al（銅或是鋁，相對導磁率接近1） - l > 100 d - d2 f < 1 mm2 MHz                                                                                         |  |

3.短圆柱盘绕无芯（空气）电感元件的电感：

{\displaystyle L={\frac {r^{2}N^{2}}{9r+10l}}}

L = 电感单位µH
r = 缠绕的外环半径单位英寸
l = 缠绕长度单位英寸
N = 匝数
4.多层空气芯电感元件：

{\displaystyle L={\frac {0.8r^{2}N^{2}}{6r+9l+10d}}}

L = 电感单位µH
r = 缠绕平均半径单位英寸
l = 绕线物理长度单位英寸
N = 匝数
d = 缠绕深度单位英寸（即，外半径减去内半径）
5.平螺旋型空芯电感：

{\displaystyle L={\frac {r^{2}N^{2}}{(2r+2.8d)\times 10^{5}}}}
L = 电感单位H
r = 缠绕平均半径单位米
N = 匝数
d = 缠绕深度单位米（即，外半径减去内半径）
因此一个8匝的螺旋型盘绕，平均半径25mm，深度10mm的电感元件，电感为5.13µH。
同样的公式改用英制单位：

{\displaystyle L={\frac {r^{2}N^{2}}{8r+11d}}}
L = 电感单位µH
r = 缠绕平均半径单位英寸
N = 匝数
d = 缠绕深度单位英寸（即，外半径减去内半径）
6.環形鐵心的繞阻電感（核心物料的的圓形橫切面的相對導率為{\displaystyle \mu _{r}}）
{\displaystyle L=\mu _{0}\mu _{r}{\frac {N^{2}r^{2}}{D}}}
L = 电感单位H
μ0 = 真空磁导率 = 4{\displaystyle \pi }×10-7 H/m
μr = 核心物料的相對導率
N = 匝数
r = 缠绕平均半径单位米
D = 環形線圈的總直徑单位米

## 应用
电感元件广泛的应用在模拟电路与信号处理过程中。
- 电感元件与电容元件及其他一些器件结合可以形成调谐电路，可以放大或过滤一些特定的信号频率。
- 大电感可用于电源的阀门（chokes），以前也经常与滤波器联用用于去除直流输出的冗余和波动成分。
- 磁珠或环绕电缆可产生小电感可阻止传输线中的射频干扰。
- 小的电容/电感还可结合产生调谐电路用于无线电的收发。
- 两个或多个电感元件之间有耦合磁通量可形成变压器，变压器是电力电源系统的基本组件。变压器的效率随着频率的增加而减小，但高频变压器的体积也变的很小，这也是为什么一些飞行器用400赫兹交流电而不是通常的50或60赫兹，用小型变压器而节省了大量的载重。
- 在开关式电源中，电感元件被做为储能元件。电感元件随着调整器的转换频率的特定部分而储能，而在周期后半部分释放能量。其能量转换比决定了输入输出电压比。这个XL用于补充主动半导体设备可用来精确控制电压。
- 电感元件也被应用于电力传输系统，用来降低系统电压或限制疵电流（英语：fault current），这些通常被用于反应堆。相比其他元件电感元件要显得大而重，所以在现代设备里以减少了其应用；有些固态开关电源去掉了大变压器，电路转为使用小的电感元件，有些则由迴轉器（英语：gyrator）电路模拟。